# Leucochrysa (Nodita) egregia
Leucochrysa (Nodita) egregia is een insect uit de familie van de gaasvliegen (Chrysopidae), die tot de orde netvleugeligen (Neuroptera) behoort. 
Leucochrysa (Nodita) egregia is voor het eerst wetenschappelijk beschreven door Navás in 1913.